# Giuseppe La Napola da Trapani
Giuseppe La Napola (Napoli) da Trapani junior (Trapani, 1586 – Trapani, 30 novembre 1649) è stato un francescano, filosofo e teologo italiano.

## Biografia
Nato a Trapani, nel 1586, Giuseppe La Napola da Trapani jr. era un frate minore conventuale, da distinguersi da Giuseppe La Napola da Trapani senior, sempre frate minore conventuale ma suo zio.
Appartenente alla Provincia di Sicilia, venne inviato a Roma, presso il Collegio San Bonaventura nel 1605, da cui uscì addottorato nel 1608. In seguito ha esercitato la docenza presso lo Studium di Bologna (1613-1616), poi reggente degli studi a Padova (1617), carica che esercitò per poco tempo.
Infatti, a Enna, la fraternità provinciale della Sicilia nel 1618 lo elesse suo Ministro, carica che il Ministro generale dei frati minori conventuali, Giacomo Montanari da Bagnocavallo, non rese effettiva se prima non avesse portato a termine il suo incarico di insegnamento. Dal 1620 al 1623 fu reggente degli studi a Palermo ed è da presupporre che egli sia stato reggente degli studi a Napoli tra il 1621 e il 1623. Nel 1625 (o nel 1627) è tornato a Trapani, dove è rimasto fino alla fine dei suoi giorni. La tradizione lo ricorda come il maestro di Bartolomeo Mastri da Meldola.
Nel suo insegnamento, Giuseppe La Napola jr. non esponeva solamente la dottrina di una corrente teologica, ma offriva una formazione metodologica innovativa per il tempo, privilegiando la via Scoti, i principi della dottrina scotista.